# Harrisia brookii
Harrisia brookii Britton 1908, és una espècie fanerògama que pertany a la família de les cactàcies.

## Descripció
Harrisia brookii creix arbustiu amb una abundant ramificació, de color verd brillant i 3-4 cm de diàmetre i arriba fins a 5 metres d'alçada. Té deu costelles. Les arèoles amb nou a dotze espines de color marró a blanc de fins a 2,5 centímetres de llarg. Les flors amb forma d'embut tenen una longitud d'uns 20 centímetres. El tub de la flor i el pericarpi estan ocupats amb escames punxegudes. Els fruits són groguencs, el·lipsoïdals a esfèrics i arriben diàmetres de fins a 8 cm i estan coberts amb escames persistents.

## Distribució
És endèmica de les Bahames. És una espècie extremadament rara en la vida silvestre.

## Taxonomia
Harrisia brookii va ser descrita per Britton i publicat a Bulletin of the Torrey Botanical Club 35: 564. 1908.
Etimologia
Harrisia: nom genèric que va ser anomenat en honor del botànic irlandès William Harris, qui va ser Superintendent de jardins públics i plantacions de Jamaica.
brookii epítet nomenat en honor de l'arxiver Herbert A. Brooke de les Bahamas.
Sinonímia
- Cereus brookii[3]